# 古勒巴格乡 (尉犁县)
古勒巴格乡，是中华人民共和国新疆维吾尔自治区巴音郭楞蒙古自治州尉犁县下辖的一个乡镇级行政单位。

## 行政区划
古勒巴格乡下辖以下地区：
库克喀依那木村、哈达墩村、古勒巴格村、阿克其开村、巴西买里村、淀粉村、奥曼库勒村、红光村和兴地村。